# Pteromicra glabricula
Pteromicra glabricula är en tvåvingeart som först beskrevs av Fallen 1820.  Pteromicra glabricula ingår i släktet Pteromicra och familjen kärrflugor. Arten är reproducerande i Sverige. Inga underarter finns listade i Catalogue of Life.